# Karang Bener
Karang Bener is een bestuurslaag in het regentschap Kudus van de provincie Midden-Java, Indonesië. Karang Bener telt 6861 inwoners (volkstelling 2010).